# Nicolás Silva (calciatore 1997)
Eduardo Nicolás Silva De León, noto semplicemente come Nicolás Silva (Montevideo, 20 febbraio 1997), è un calciatore uruguaiano, centrocampista del Deutscher.

## Carriera
Cresciuto nel settore giovanile del Rampla Juniors, ha esordito in prima squadra il 3 marzo 2019 disputando l'incontro di Primera División Profesional perso 2-0 contro il Defensor Sporting.